# 都城大丸

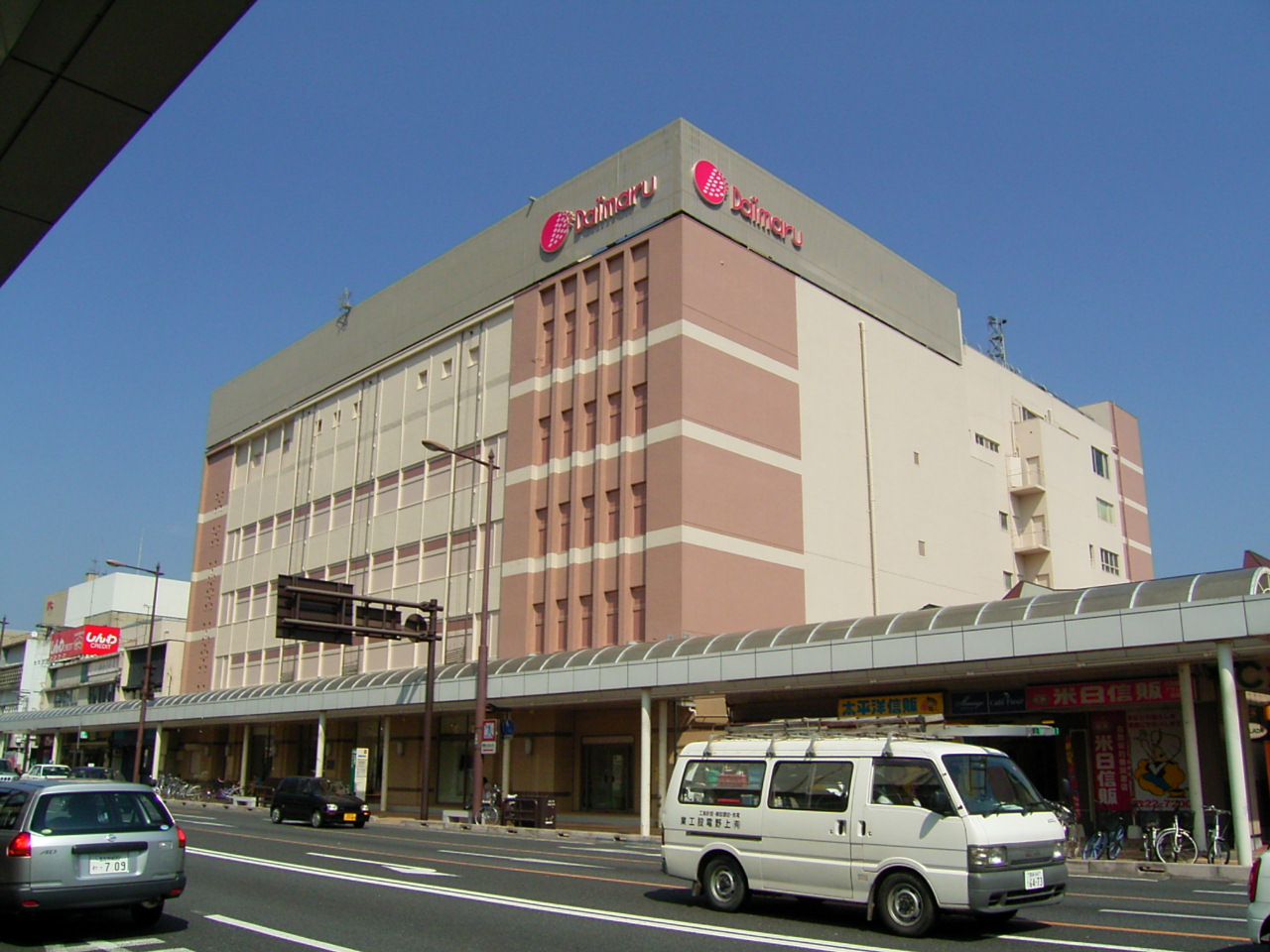
都城大丸（本館）、すでに解体されている。

都城大丸（みやこのじょうだいまる）は、宮崎県都城市で地元資本の大浦株式会社が経営していた百貨店。大丸松坂屋百貨店（本社：東京都江東区）が全国各地に展開する同名の百貨店「大丸」とは無関係だが、地図帳やカーナビゲーションでは大丸松坂屋百貨店の商標にあたる大丸ロゴが表記されるなどの混同も少なからずあった。2011年1月3日、宮崎地方裁判所に民事再生法の適用を申請し経営破綻、翌4日から休業に入っていたが、2012年2月10日、破産手続開始が決まった。

## 概要
- 社名 大浦株式会社（日本百貨店協会・九州百貨店協会加盟）
- 設立 1948年10月（創業は1929年）
- 代表取締役社長 大浦克博
- 資本金 3千万円
- 売場面積 14,615m2＋都城大丸センターモール6,700m2

戦前の大浦呉服店を母体として、1956年に都城市中心部の中央通りに「都城大丸」として開店した。長く都城市唯一の百貨店であったが、その後、近くに地元資本によってナカムラデパートが開店し、都城市の中心市街地である中央通り商店街の全盛時代を築いた。他の大型店との競争が激化し、ナカムラデパートなどが次々閉店に追い込まれる中、都城市の中央通りに残る唯一の大規模店舗として、中心市街地を支えていた。

## 他の大型店との競合
都城大丸を核とする都城市の中心市街地の全盛期は、市民がバスを、市外の住民が鉄道を利用するのが主流であった。市外から進出した店舗に対して地元店が圧倒的な力を誇示していた、1960年代であろう。「中央通り」という名称も、国道10号の拡張整備が行われ、中央分離帯とアーケードが完成した1963年につけられたものである。

### 1970-80年代
1970年代に入ると、都城市に市外から大型店が進出し、市外資本との競合時代が始まった。まず進出してきたのが、都城駅前土地区画整理事業の完成を待っていた橘百貨店都城店（売場面積10,000m2。5F建て、屋上には回転展望レストラン）と、区画整理区域の東に隣接する首藤製糸の用地の半分を購入したダイエー都城店（都城ショッパーズプラザ、現・イオンモール都城駅前。オープン時の売場面積11,921m2）である。中央通においても、それまで2階建ての店舗で営業していた寿屋都城店が、都城大丸の道路向かいに店舗ビルを新築移転した（売場面積12,464m2）。これに対抗して、都城大丸は売場面積を14,615m2に（4Fから5Fに増築、エレベーター2機、5Fまで上下エスカレーター設置）、ナカムラデパートも13,037m2に増床し（3Fから5F建てへ。上下エスカレーターを5Fまで設置）、迎え撃つ態勢を整えた。NHKの「激戦地を探る」にて全国一の大型店激戦地区として放送された程の盛況ぶりであった。
これら店舗の内、最も早く撤退したのは橘百貨店都城店で、わずか数年間の営業であった。閉店が決まった後、店舗の引き受け手が探され、最終的に旭化成サービス（本社：延岡市）が進出することとなり、1975年10月に開店した。その後、約20年間にわたり、都城大丸、ナカムラデパート、寿屋都城店、ダイエー都城店、旭化成サービス都城店の5店が競い合う状況が続いた。この段階で最も繁栄していたのはダイエーで、その最大の武器は、800台前後と推定される大規模な無料駐車場であった。旧橘百貨店を受け継いだ旭化成サービスには、十分な駐車場がなかった。中央通りにある3大型店のうちでは都城大丸が最も広い駐車場を有していたが、規模的にダイエーには全く及ばず、駐車には商品券を購入すること等が必要であった。中心市街地では無料駐車を許容すると店舗に関係のない無断駐車が増えやすいためである。

### 1990年代以降

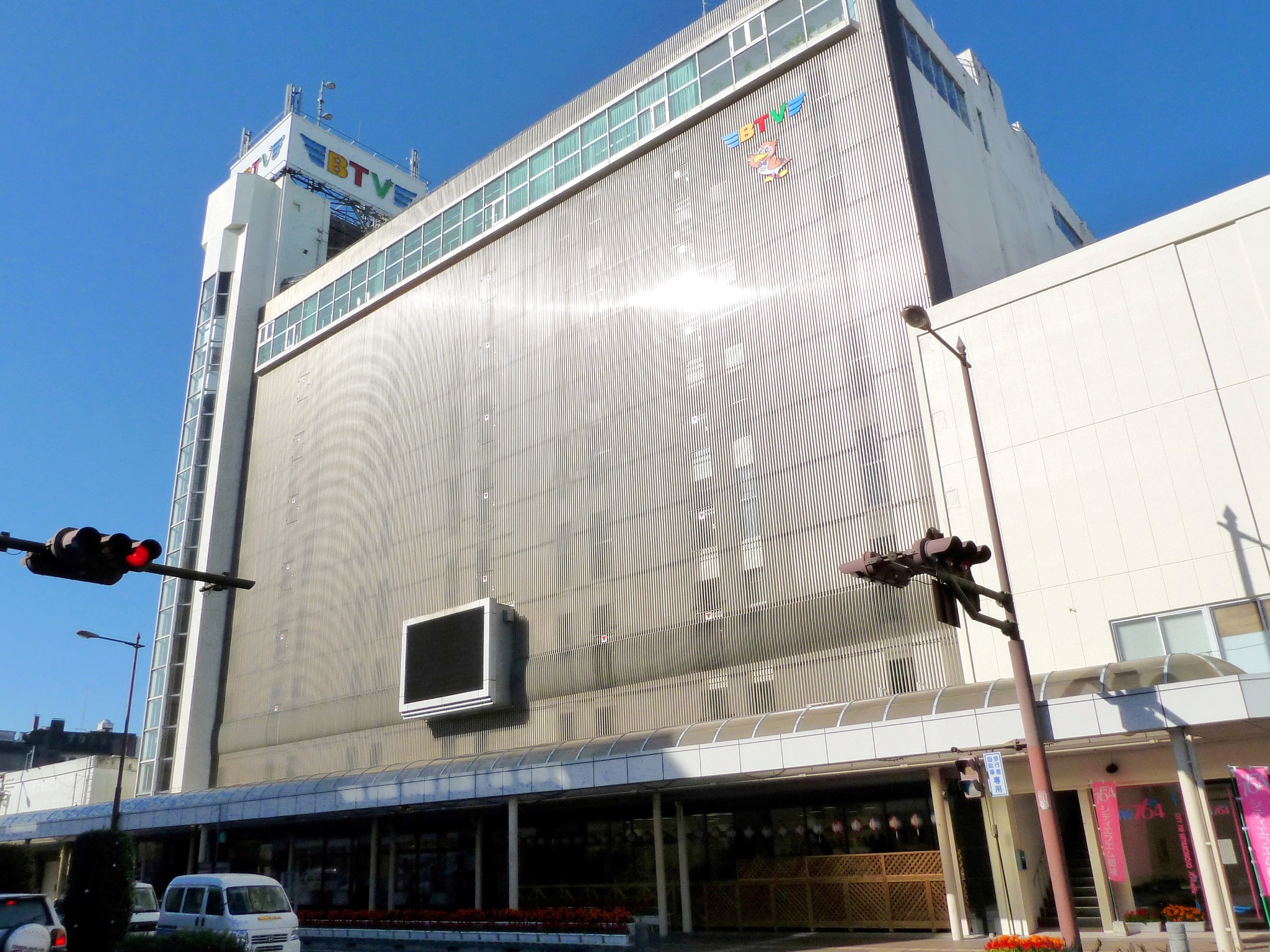
2002年まで旧都城寿屋百貨店であった都城IT産業ビル。大丸の正面に立地。

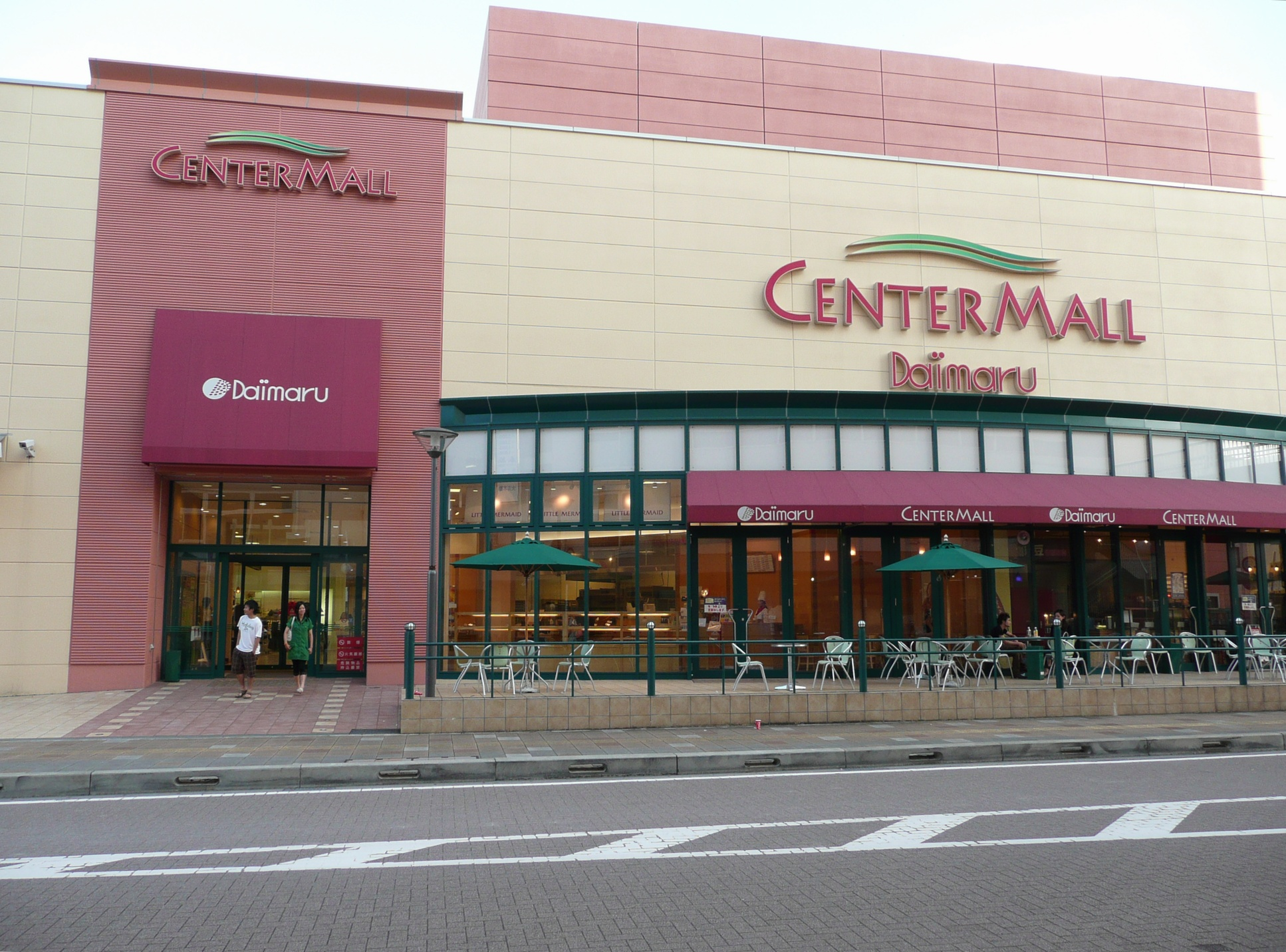
センターモール（2007年撮影）。2018年より都城市立図書館として利用されている

1990年代に入ると、上記5店のうち、旭化成サービスとナカムラデパートの2店が消えることとなる。旭化成サービスは取り壊され、跡地はゲームセンターとなった（SEGA WORLD、ウイングを経て現在はSuper D'STATION）。また、ナカムラデパートは百貨店事業からホテル業へと業態転換し、「メインホテルナカムラ」となった。この時点では、中心市街地に寿屋都城店と都城大丸が残っていたが、2002年に寿屋都城店は親会社（現・カリーノ）の民事再生法申請によって閉店。その結果、寿屋は2006年末より全館が大型オフィスビル「都城IT産業ビル」に転換され、商業施設は都城大丸が残るだけとなった。
中心市街地がダイエーに対して苦戦している状況を受け、都城市は、都城大丸を含む一帯を「中心市街地活性化の重点地区」として、土地区画整理事業を実施し、中心市街地の再開発を進める方針を決定した。土地区画整理後の換地に、集会施設「都城市ウエルネス交流プラザ」と「ウェルネスパーキング」を建設する。この動きを受け、都城大丸も、それまで平面駐車場として利用していた店舗裏の用地を活用し、整理後の換地に新たに「センターモール」を建設して2004年にオープンさせ、隣接地には立体駐車場を整備した。なお、当初はより高層の店舗を建設する計画もあったが、紆余曲折を経て2階建てモールに落ち着いたものである。この中央東部土地区画整理事業は、2005年に国土交通省から大臣賞によって表彰されている。なお、国は、市内に点在していた施設を中心市街地に集めるシビックコア計画を進め、2003年に中央通りの一角に「都城合同庁舎」が完成している。
その後、都城市の商業を動かしたのは、イオンである。まず、2003年、市南部に「イオン都城ショッピングセンター」がオープンした。さらに、2008年には都城駅前のダイエーが「イオンモール都城駅前」として再生された（オープン当初の名称はイオンモールミエル都城駅前）。この結果「都城市の南と北で、大規模な無料駐車場を有するショッピングセンターが郊外客を吸引する」という構図が出現し、本来の中心市街地である中央通りまで来る顧客が大きく減少した。
たしかに、センターモールがオープンした当初は若者を集める効果が見られ、都城大丸の投資に加え、周辺では共同で商業開発も行われていた。しかし、都城大丸や都城市を中心とする中心市街地活性化への努力がどの程度報われているのかに関して、疑問を持たざるを得ない状況へとなっていった。

### 経営破綻
大浦は、センターモールを閉店するなどして経営再建に努めたものの、結局、2011年1月3日に、関係会社の株式会社大丸友の会とともに、宮崎地方裁判所に民事再生法の適用を申請、翌4日から休業に入った。
これに伴い、都城大丸の商品券に加え、大浦社発行の全国百貨店共通商品券も全国で利用できなくなった。
従業員は15日付で残務処理にあたる一部を除き解雇。再生スポンサーが選定され次第、そのスポンサーのもとで、事業の再生を図る方針であった。
しかし、新燃岳噴火や東日本大震災などの影響で経営環境がさらに悪化したため、スポンサー選定が困難となり、同年12月28日に民事再生手続を廃止。翌2012年2月10日、宮崎地方裁判所から破産手続開始の決定を受けた。負債総額は大丸友の会の分も合わせて約46億円。

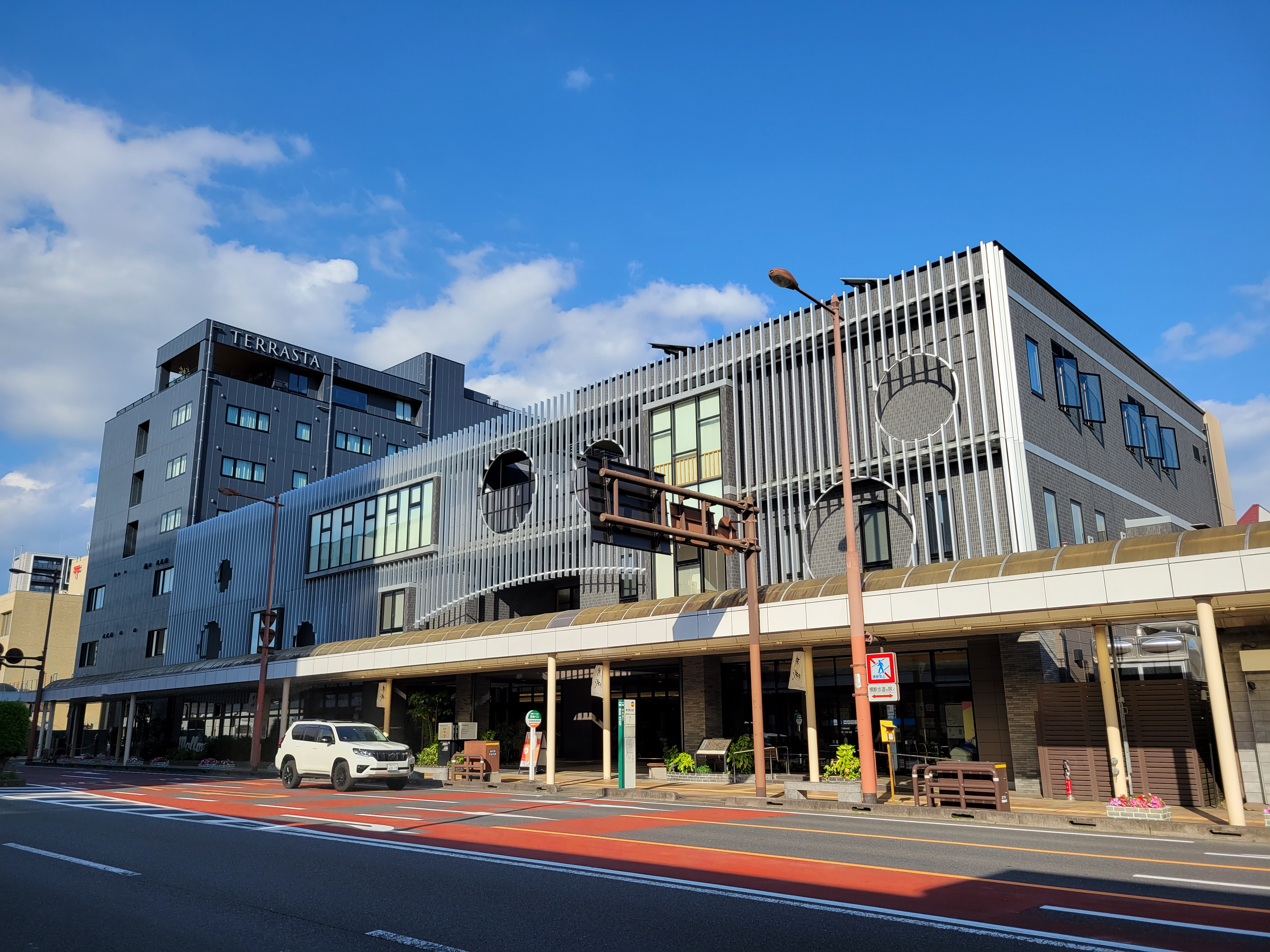
TERRASTA（テラスタ）とMallmall（まるまる）。2022年5月撮影。

なお、都城大丸跡地は都城市が買い取り、官民一体の再開発計画が進められ、まず市立図書館などが入る中核施設「Mallmall」（まるまる）が開業した。さらに2022年4月29日に高級ホテルやレストラン、スーパーマーケットなどが入る複合施設「テラスタ」（延べ床面積約8500平方メートル、7階建て）がオープンして官民一体の再開発計画は完了した。

## 沿革
- 1929年5月22日 - 大浦呉服店として創業
- 1948年10月2日 - 株式会社大浦呉服店を設立し、法人化
- 1956年10月8日 - 「都城大丸」開店
- 1959年9月 - 株式会社大浦呉服店が、大浦株式会社に商号（社名）変更
- 1997年10月 - 全館リニューアルオープン
- 2004年3月6日 - センターモール開店
- 2010年9月20日 - センターモールが営業を終了
- 2011年1月3日 - 大浦株式会社が、宮崎地方裁判所に民事再生手続開始の申立て（民事再生法適用を申請）
- 2011年12月28日 - 民事再生手続を廃止
- 2012年2月10日 - 破産手続開始決定
- 2014年6月26日 - 受け皿会社「ハートシティ都城」が本館建物の解体を開始